# Goetzeoideae

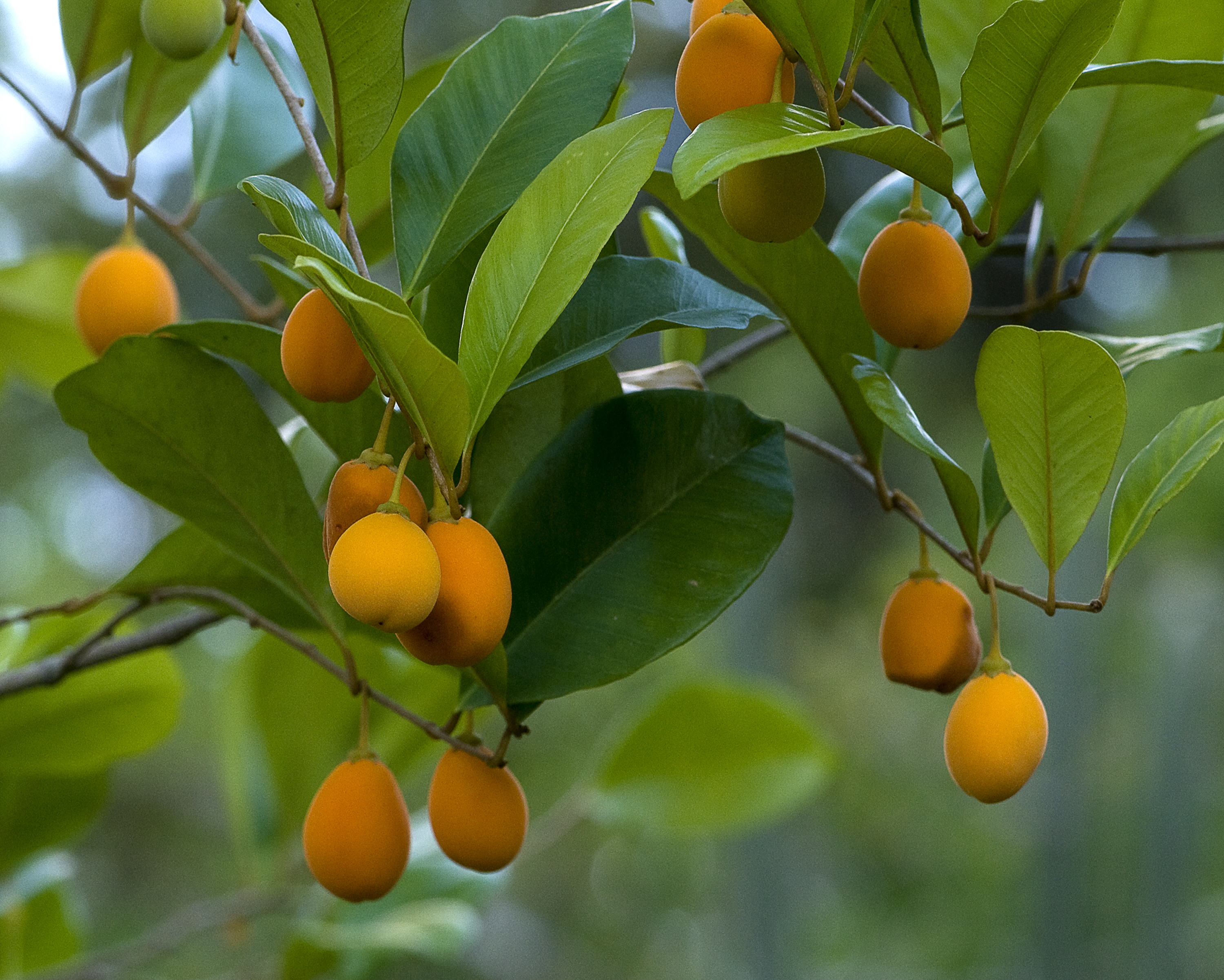
Frutos de Goetzea elegans.

Goetzoideae es una subfamilia de plantas de la familia de las solanáceas (Solanaceae). Comprende los siguientes géneros.

## Descripción
Subfamilia caracterizada por presentar fruto en drupa y semillas con embriones curvos con cotiledones grandes y carnosos. El número cromosómico básico es x=13. Incluye 4 géneros y 5 especies que se distribuyen por las Antillas Mayores. Basados en datos moleculares, algunos autores incluyen dentro de esta subfamilia a los géneros monotípicos Tsoala Bosser & D'Arcy (1992), endémico de Madagascar, y Metternichia del sudeste de Brasil. Goetzeaceae Airy Shaw se considera un sinónimo de esta subfamilia.
- Coeloneurum Radlk. (1890), género monotípico endémico de La Española.
- Duckeodendron Kuhlm.
- Espadaea Richardc (1850), con una sola especie de Cuba.
- Goetzea Wydlerc (1830), incluye dos especies de las Antillas.
- Henoonia Griseb. (1866), género con una sola especie oriunda de Cuba.
- Metternichia J. C. Mikan
- Tsoala Bosser & D’Arcy